# Jan-Hendrik Röhse

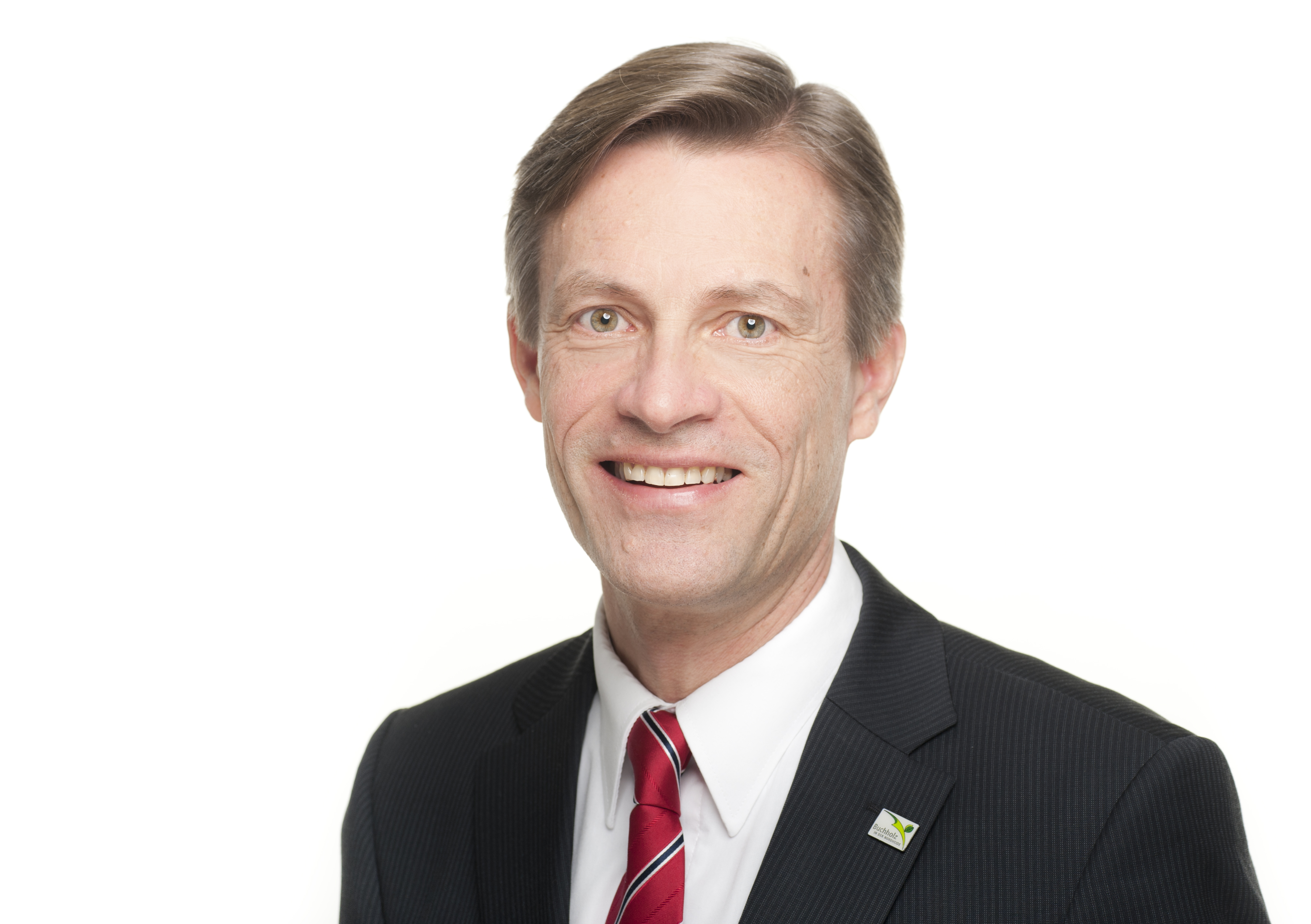
Jan-Hendrik Röhse

Jan-Hendrik Röhse (* 1. März 1964 in Hamburg) ist ein deutscher Kommunalpolitiker (CDU) und wurde am 15. Juni 2014 in einer Stichwahl zum neuen Bürgermeister der Stadt Buchholz in der Nordheide gewählt.

## Leben
Jan-Hendrik Röhse wuchs in der Stadt Buchholz in der Nordheide auf und wurde 1970 in die Wiesenschule eingeschult. 1983 bestand er die Abiturprüfungen am Gymnasium am Kattenberge. Anschließend absolvierte Jan-Hendrik Röhse seinen Wehrdienst in Lüneburg und studierte von 1984 bis 1989 Rechtswissenschaft in Freiburg im Breisgau und Hamburg. Danach machte er ein Referendariat in Oldenburg. Seit 1994 ist Jan-Hendrik Röhse als Rechtsanwalt in der Stadt Buchholz in der Nordheide tätig, und seit 2001 auch als Notar. Von 1996 bis 1997 absolvierte er ein Studium des internationalen Rechts an der George Washington University, School of Law, in Washington, D.C. in den Vereinigten Staaten, und erlangte dort den Abschluss “Master of Laws”.

## Politik
Von 2006 bis 2009 fungierte Jan-Hendrik Röhse als Ratsherr der Stadt Buchholz in der Nordheide. Er war Mitglied in den Ausschüssen Soziales und Finanzen sowie Aufsichtsratsmitglied der Wirtschaftsbetriebe.
Am 13. Februar 2009 erfolgte seine Wahl zum Ersten Stadtrat der Stadt Buchholz in der Nordheide. Damit war er Allgemeiner Vertreter des Bürgermeisters und Sozialdezernent.
Am 15. Juni 2014 wurde Jan-Hendrik Röhse in einer Stichwahl mit 61,3 Prozent der Stimmen zum neuen Bürgermeister der Stadt Buchholz in der Nordheide gewählt. Sein Gegenkandidat Joachim Zinnecker, der von der SPD, den Grünen, der Buchholzer Liste und den Piraten unterstützt worden war, erhielt 38,7 Prozent der Stimmen. Jan-Hendrik Röhses Amtsantritt folgte am 1. November 2014. Er trat damit die Nachfolge seines Vorgängers Wilfried Geiger an.
Am 12. September 2021 wurde Jan-Hendrik Röhse mit 50,1 % der Stimmen für fünf weitere Jahre wiedergewählt. Damit setzte er sich gegen Frank Piwecki (SPD) und Grit Weiland (Buchholzer Liste) durch, die 25,1 % bzw. 24,8 % der Stimmen erhielten.
Im Rahmen der Nominierungsveranstaltung der CDU-Harburg-Land für die Bundestagswahl 2025 schied Röhse im ersten Wahlgang aus.